# Live Area
Live Area  — операционная система, разработанная компанией Sony Computer Entertainment для консоли Sony PlayStation Vita, а также для PlayStation TV. Первое появление системы произошло 17 декабря 2011 года в Японии, а 22 февраля 2012 система появилась на территории Европы и Америки.

## История
Live Area пришла на замену стандартному для серии Sony меню Xross Media Bar. Это стало передовой заменой, так как консоль PlayStation Vita, на которую система устанавливается, является сенсорной и имеет современные технологии, подобно смартфонам, планшетам и т. п. Меню XMB было не удобно использовать (хотя в Интернете были представлены на самой ранней стадии скриншоты с модифицированным XMB) из-за «крестовины», которая управляется кнопками со стрелками.
Live Area была впервые всемирно показана 27 января 2011 года на PlayStation Meeting вместе с консолью PlayStation Vita. Разработчики заявили, что Live Area содержит сервисы, интегрирующие консоль и пользователь в сети: near, Тусовка, Групповые сообщения, Друзья и другие.
Также, в Live Area, подобно PS3, есть приложение «Трофеи», в котором отображается информация о всех собранных пользователем призах в различных играх. Оно же интегрирует все призы с PlayStation Network.
Релиз операционной системы Live Area состоялся 17 декабря 2011 в Японии. Остальной мир увидел консоль вместе с системой лишь 22 февраля 2012. Компания Sony не сообщила о причине столь большого разрыва времени.
Релизная версия немного отличается от анонсированной интерфейсом: иконка сообщений стала «вставленной», то есть теперь она выглядит как четверть круга; иконка «Музыки», «Видеороликов», «Трофеев» изменены; иконка заряда аккумулятора теперь рядом с иконкой сообщений.

## Приложения

### Браузер
Браузер позволяет просматривать Web-страницы, добавлять их в закладки и т. п. Браузер использует обновленное после консоли PlayStation Portable ядро NetFront. Несмотря даже на это, работа приложения очень сыра: нет функции копирования/вставки (выделение текста удалено после обновления версией 2.00 и заменено на указательный маркер), полное отсутствие Flash и HTML5, много ошибок из-за неправильной оптимизации памяти.

### Групповые сообщения
С помощью этого приложения можно отправлять мгновенные сообщения, с возможностью прикрепления картинок пользователям PlayStation Network. Пользователи будут получать их интервалом в 15 минут или час. Но если пользователь отправит несколько сообщений разницей не более 5 минут, то другому они придут «пакетом», то есть будут видны все отправленные.
После обновления системы версией 2.00 в «Групповых сообщениях» появилось поле сообщений от самой консоли, то есть теперь пользователю может написать прямой сервис PlayStation. Эти сообщения получаются без интервалов.

### Друзья
С помощью этого приложения можно добавлять друзей из сети PlayStation Network или добавляться к ним. Приложение показывает статус пользователя, ник, имя, количество трофеев и уровень, информацию о себе, аватар и «подпись». После обновления системы версией 2.00 в окне «Друзей» каждые 15 минут появляются новости о пользователях, получивших свежий трофей, подружившихся с кем-то и т. п.

### Зона приветствия (Welcome Park)
Это приложение представляет пользователю возможности PlayStation Vita, исполненные в стиле мини-игр. При первом входе пользователя встречает рисованный анимированный персонаж. Попутно с ним пользователю рассказывает возможности консоли женский голос.
В приложении 6 мини-игр: листание и отдергивание, фотографирование и поиск лиц, музыка своим голосом, фотопазл, «таппинг» по экрану, скейтбордист.
Каждая из этих игр управляется определённой функцией консоли: будь то гироскоп и акселерометр, или сенсорная панель.
За прохождение мини-игр даются трофеи.

### Карты
Приложения, представляющее собой интегрированный сервис Google Maps. Приложение может прокладывать маршруты, подсчитывать их, указывать местоположение, просматривать разные карты.
Существует минус этого приложения — велика погрешность в измерении местонахождения пользователя: погрешность может быть около 50 метров в радиусе нахождения. Приложение было удалено в последних версиях, тем самым картами можно воспользоваться только в браузере.

### Призы
С помощью этого приложения можно просмотреть статистику трофеев пользователя на консоли и в сервисе PlayStation Network. Приложение очень схоже с PS3-версией. В его возможностях: синхронизировать трофеи, сортировка, сравнение трофеев с «друзьями» пользователя.

### Тусовка
Приложение-чат между пользователями Live Area. В нём можно создать до восьми комнат, в каждой из которых может находиться до восьми участников.
Разговаривать в ней можно только по приглашению, или создав свою комнату (найти пользователя «просто так» невозможно).
В первое появление консоли «Тусовка» была заменой невышедшего Skype. В её возможностях главным является текстовый и голосовой чат. Видеочат, к сожалению, отсутствует.
«Тусовка», в отличие от Skype, может работать в фоновом и игровом режиме.

### Электронная почта
Приложение, появившееся после обновления системы версией 2.00. К нему можно подключить свой почтовый ящик и получать сообщения (отправлять тоже) с интервалом в 15 минут или час, подобно «Групповым сообщениям». В консоли уже есть сервисы Yahoo, GMail, MSDN, но если нужный сервис отсутствует можно создать свой с указанием его адреса.

### near
С помощью этого приложения пользователь может найти игроков в радиусе 3 км и запросить с ними «дружбу», поговорить, посмотреть рейтинг в этом районе и т. п. Отличительной функцией near является поиск подарков и трофеев других игроков.
В социальных приложениях, зачастую, используется near для отправки своих сведений в PlayStation Network. Пользователь может отправлять подарки или забирать их самому для игр. Во многом, приложение можно использовать как «добытчик» трофеев. Если пользователь не может заработать трофей в игре, то он может получить его, забрав определённую вещь из near.
Радиус нахождения варьируется от 3 до 5 километров.
Служба стала недоступной в последних версиях.

### Другое
Помимо вышеприведенных приложений, пользователь может загрузить FlickR, Live Tweet (Twitter на PS Vita), YouTube, Skype, Facebook (поддержка Youtube, Skype и Facebook была удалена в последних версиях системы), и прочие бесплатно из магазина PS Store. В нём же для свободного и условно-свободного пользования есть игры: Зона Рисования, Зона Сокровищ, Ecolibrium, Treasures of Montezuma: Blitz и т. д.

## Интерфейс
Операционная система Live Area использует свой собственный одноимённый интерфейс. Благодаря ему, приложения можно использовать в фоновом режиме и сворачивать их, чтобы начать попутно другую операцию. Интерфейс может поддерживать 10 рабочих столов, в каждом из которых может быть до 10 иконок.
Иконки выполнены в стиле движущейся сплющенной сферы. Они двигаются по очертанию окружности вместе с фоновой темой позади них.
Темы схожи с темами PSP: цвета и движение полностью повторяют свою предшественницу. Помимо, пользователь может использовать свои изображения, но при перелистывании рабочих столов они на несколько секунд исчезают и появляются снова.
Каждое приложение имеет своё окно, в котором содержатся сообщения и уведомления, окно запуска и прочее. Это окно такое же динамическое, подобно рабочим столам. Для его закрытия (также нужно для разблокировки экрана PlayStation Vita) достаточно потянуть за верхний правый угол и окно свернется, как лист.
Весь интерфейс использует 3D-технологии.
Вероятно, название Live Area пошло от динамики интерфейса, ибо расшифровка названия системы звучит как «Место жизни».